# Les Mannequins
Pour les articles homonymes, voir Mannequins.
Les Mannequins (titre original : The Barbie Murders) est un recueil de nouvelles de science-fiction de l'écrivain américain John Varley publié en septembre 1980. Ce recueil a reçu le prix Locus du meilleur recueil de nouvelles en 1981.

## Liste des nouvelles
- Bagatelle, 1982 ((en) Bagatelle, 1974)
- L'Effet des fondus, 1979 ((en) The Funhouse Effect, 1976)
- Barbie tuerie, 1982 ((en) The Barbie Murders, 1978)
- Équinoxiale, 1982 ((en) Equinoctial, 1977)
- Les Mannequins, 1982 ((en) Manikins, 1976)
- Beatnik Bayou, 1982 ((en) Beatnik Bayou, 1980)
- Adieu, Robinson Crusoé, 1978 ((en) Good-bye, Robinson Crusoë, 1977)
- Sucre d'orge et bébé noir, 1982 ((en) Lollipop and the Tar Baby, 1977)
- Pique-nique au clair de Terre, 1980 ((en) Picnic on Nearside, 1974)

## Éditions
- The Barbie Murders, John Varley, septembre 1980, Berkley Books, 260 pages  (ISBN 0-425-04580-3)
- Les Mannequins, John Varley, 4 juin 1982, trad. Jean Bonnefoy, Denoël, Présence du futur no 342, 345 pages  (ISBN 978-2207303429)